# Beirne Lay junior

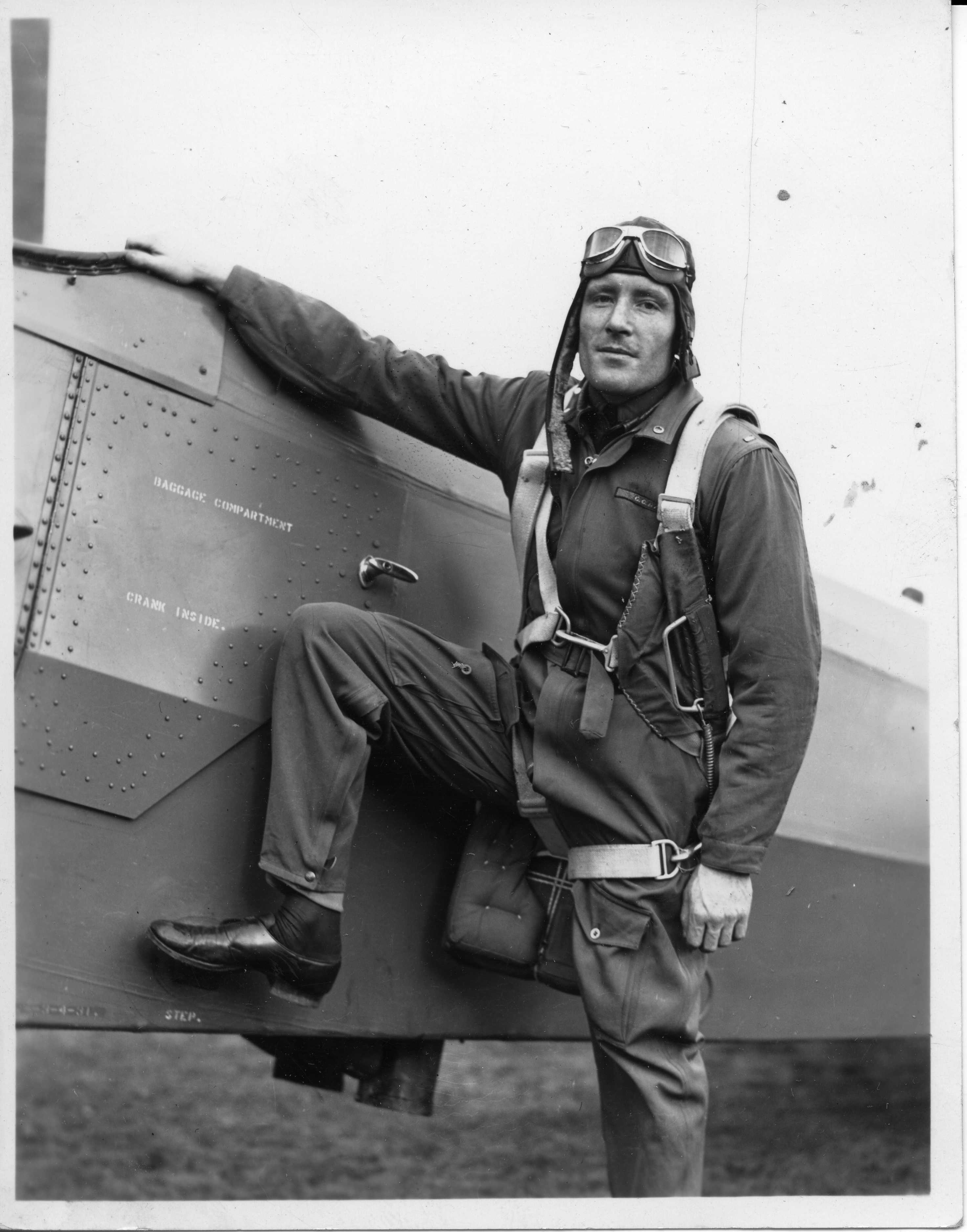
Beirne Lay, jr.

Beirne Lay junior (* 1. September 1909 in Berkeley Springs, West Virginia; † 26. Mai 1982 in Los Angeles, Kalifornien) war ein US-amerikanischer Buch- und Drehbuchautor.

## Leben
Nach seinem Studium an der Yale University trat Lay 1932 dem United States Army Air Corps bei. 1936 verfasste er beruhend auf seinen Erlebnissen das Buch I Wanted Wings，welches 1941 unter der Regie von Mitchell Leisen verfilmt wurde.
Lay diente auch während des Zweiten Weltkriegs. In dieser Zeit stieg er zum Befehlshaber einer Bombereinheit auf und war an der Aufstellung der Eighth Air Force in England beteiligt. Schon zu Kriegszeiten verfasste er über seine Erlebnisse Zeitungsartikel. Nach dem Krieg veröffentlichte er 1945 das Buch I’ve Had It.
Sy Bartlett, der ebenfalls in der Air Force diente, überredete Lay, über ihr Leben während des Krieges das Buch Twelve O’Clock High zu verfassen. Es wurde 1948 veröffentlicht und auf dessen Grundlage entstand im Jahr darauf der Film Der Kommandeur, an dem beide als Drehbuchautor mitwirkten. In der Folge war Lay an weiteren Produktionen, die alle einen Bezug auf die Air Force bzw. zum Militär aufweisen, als Drehbuchautor beteiligt. Zudem schrieb er weitere Bücher.
Für seine Arbeit an Die letzte Entscheidung war Lay 1954 für den Oscar in der Kategorie Beste Originalgeschichte nominiert. Zwei Jahre darauf folgte für In geheimer Kommandosache seine zweite Oscarnominierung.
Lay war verheiratet und Vater zweier Kinder.

## Filmografie (Auswahl)
- 1941: I Wanted Wings
- 1949: Der Kommandeur (Twelve O’Clock High)
- 1952: Die letzte Entscheidung (Above and Beyond)
- 1955: In geheimer Kommandosache (Strategic Air Command)
- 1955: 24 Hour Alert (Kurzfilm)
- 1956: Einst kommt die Stunde (Toward the Unknown)
- 1960: Der Admiral (The Gallant Hours)
- 1963: Stahlhagel (The Young and the Brave)